# والتر لینکلن هاوکینز
والتر لینکلن هاوکینز (انگلیسی: Walter Lincoln Hawkins; ۲۱ مارس ۱۹۱۱ – ۲۰ اوت ۱۹۹۲) شیمی‌دان، مهندس، و مخترع اهل ایالات متحده آمریکا بود.
وی همچنین برندهٔ جوایزی همچون مدال ملی فناوری و نوآوری شده‌است.